# Quo Vadis (1951)
Quo Vadis (Latijn: Waarheen gaat gij?) is een Amerikaans-Italiaanse sandalenfilm uit 1951 onder regie van Mervyn LeRoy. Het scenario is gebaseerd op de gelijknamige roman uit 1895 van de Poolse auteur Henryk Sienkiewicz.

## Verhaal
De film speelt zich af in Rome in de jaren 64-68, gedurende de heerschappij van keizer Nero. Het onderwerp is het geschil tussen het christendom en de corruptheid van de Romeinse overheid. De personages en gebeurtenissen zijn een mengeling van fictie en non-fictie.
De film vertelt het verhaal van de Romeinse generaal Marcus Vinicius, die terugkeert van de oorlog. Hij wordt verliefd op de christelijke vrouw Lygia en raakt geïntrigeerd door het christendom. Ook al is Lygia de geadopteerde dochter van een generaal en dus een Romeinse burger, in alle opzichten is ze een gijzelaar van het keizerrijk. Marcus haalt Nero over hem haar te geven. Lygia wil eerst niets van hem weten, maar later wordt ze toch verliefd op hem. Ondertussen worden Nero's acties steeds gekker. Als hij brand sticht in Rome en de christenen de schuld geeft, trekt Marcus eropuit om Lygia en haar familie te redden. Nero gooit de christenen voor de leeuwen. Voor Marcus en Lygia heeft Poppaea, Nero's boosaardige vrouw, iets anders in petto maar ze worden gered door Ursus, de trouwe bediende van Lygia.

## Rolverdeling
| Acteur             | Personage                                     |
| ------------------ | --------------------------------------------- |
| Robert Taylor      | Marcus Vinicius                               |
| Deborah Kerr       | Lygia                                         |
| Leo Genn           | Petronius                                     |
| Peter Ustinov      | Nero                                          |
| Patricia Laffan    | Poppaea                                       |
| Finlay Currie      | Petrus                                        |
| Abraham Sofaer     | Paulus                                        |
| Marina Berti       | Eunice                                        |
| Buddy Baer         | Ursus                                         |
| Felix Aylmer       | Plautius                                      |
| Nora Swinburne     | Pomponia                                      |
| Ralph Truman       | Tigellinus                                    |
| Norman Wooland     | Nerva                                         |
| Peter Miles        | Nazarius                                      |
| Geoffrey Dunn      | Terpnos                                       |
| Nicholas Hannen    | Seneca de Jongere                             |
| D. A. Clarke-Smith | Phaon                                         |
| Rosalie Crutchley  | Acte                                          |
| John Ruddock       | Chilo                                         |
| Elspeth March      | Miriam                                        |
| Alfredo Varelli    | Lucanus                                       |
| William Tubbs      | Anaxander                                     |
| Pietro Tordi       | Galba                                         |
| Walter Pidgeon     | Verteller intro (onvermeld)                   |
| Marika Aba         | Danseres op Nero's banket (onvermeld)         |
| Sophia Loren       | Lygia's bediende (onvermeld)                  |
| Bud Spencer        | Pretoriaanse wacht (onvermeld)                |
| Robin Hughes       | Jezus Christus (stem, onvermeld)              |
| Elizabeth Taylor   | Christengevangene in Arena (cameo, onvermeld) |

## Titel
De titel van de film verwijst naar de ontmoeting tussen Petrus en Jezus Christus, zoals beschreven in de apocriefe Handelingen van Petrus. Christus en Petrus ontmoeten elkaar volgens deze overlevering op de Via Appia. Petrus was op de vlucht voor Keizer Nero, en zag Christus, aan wie hij vroeg "Domine, quo vadis?" (Heer, waar gaat u heen?).

## Productie
Producent Irving Thalberg kocht namens Metro-Goldwyn-Mayer de rechten van de roman in 1935 en plande aanvankelijk een verfilming met Clark Gable, Robert Taylor en Wallace Beery. Ook Charles Laughton en Marlene Dietrich werden in de jaren '30 genoemd als mogelijke castleden. Het plan van de studio was om de film op te nemen in Italië, maar de verfilming liep ruime vertraging op vanwege het uitbreken van de Tweede Wereldoorlog.
Een circus uit Valkenburg leverde de leeuwen voor de scène waarin enkele christenen voor de leeuwen in de arena worden geworpen.

## Ontvangst
De film werd destijds in de Nederlandse bioscopen vertoond tegen een verhoogde entreeprijs. De Nederlandse pers schreef overwegend negatief over het eindresultaat: de consensus was dat de film veel spektakel biedt, maar dat het verhaal flinterdun en bovendien historisch inaccuraat is. 
Recensent van De Telegraaf schreef: "Er is veel onverkwikkelijks in het geheel - vooral de flashbacks uit het leven van Jezus - en de grote Kitsch is niet van het doek. Dat neemt niet weg, dat de film als spektakelstuk bepaald niet geheel ongeslaagd is. [..] Robert Taylor en Deborah Kerr brengen het vlakke spel op dat van hen verlangd wordt en Peter Ustinov heeft zijn Nero zo krankzinnig aangezet, dat geen zinnig mens zelfs maar in zijn onzinnigheid gelooft. Dit alles neemt niet weg, dat er veel te zien valt in deze Quo Vadis?, waaraan kosten noch moeite gespaard zijn. Een kniesoor, die dan nog naar talent vraagt."
Criticus van De Volkskrant "geen echte film": "Wel natuurlijk een imposant spektakelstuk, druipend van liefde en bloed, een verblindend schouwspel met wilde mensen en wilde dieren, kortom kostje voor het mondje van het grote publiek. [..] En tóch is het geen mooie film. Niet omdat er met de religieuze inslag van Sienkiewicz' roman een loopje is genomen, ook niet omdat dit boek zo vrij is vertaald en evenmin omdat in het Rome van Peter Ustinov-Nero zo Yanks toegaat. Maar wél omdat het een film is zonder hart, zonder de artistieke inslag die een wezenselement vormt van de goede film."
Recensent van De Waarheid schreef: "Als opwindend kijkspel overtroeft deze film over Nero's keizerrijk alle ons bekende, dure westerns. Het brandende Rome; leeuwen, die vluchtende mensen van de arena-balustrade happen; de doodskreten van mensen aan kruisen [..] - dat kunnen toch alleen maar de Amerikaanse filmmakers, die heel veel dollars hebben en niet worden gehinderd door een culturele ballast van eeuwen. [..] [Auteur van de roman waarop de film is gebaseerd] heeft in zijn boek niet op een druppel bloed meer of minder gekeken. Maar in de film verdwijnen zijn mensen en hun liefde achter de bombastische kitsch en ook het verhaal wordt op menig punt geweld aangedaan - ter wille van de sensatie maar zeker niet in het belang van de historische juistheid."

## Prijzen en nominaties
| Jaar | Prijs                             | Categorie                | Genomineerde(n)                                                   | Uitslag     |
| ---- | --------------------------------- | ------------------------ | ----------------------------------------------------------------- | ----------- |
| 1952 | Oscars                            | Beste Film               | Sam Zimbalist                                                     | Genomineerd |
| 1952 | Oscars                            | Beste Mannelijke Bijrol  | Leo Glenn                                                         | Genomineerd |
| 1952 | Oscars                            | Beste Mannelijke Bijrol  | Peter Ustinov                                                     | Genomineerd |
| 1952 | Oscars                            | Beste Camerawerk         | Robert Surtees, William V. Skall                                  | Genomineerd |
| 1952 | Oscars                            | Beste Productieontwerp   | William A. Horning, Cedric Gibbons, Edward C. Carfagno, Hugh Hunt | Genomineerd |
| 1952 | Oscars                            | Beste Kostuumontwerp     | Herschel McCoy                                                    | Genomineerd |
| 1952 | Oscars                            | Beste Montage            | Ralph E. Winters                                                  | Genomineerd |
| 1952 | Oscars                            | Beste Originele Muziek   | Miklós Rózsa                                                      | Genomineerd |
| 1952 | Golden Globes                     | Beste Mannelijke Bijrol  | Peter Ustinov                                                     | Gewonnen    |
| 1952 | Golden Globes                     | Beste Camerawerk - Kleur | Robert Surtees, William V. Skall                                  | Gewonnen    |
| 1952 | Golden Globes                     | Beste Film - Drama       | Quo Vadis                                                         | Genomineerd |
| 1952 | Directors Guild of America Awards | Beste Regie              | Mervyn LeRoy                                                      | Genomineerd |